# Marjeta Zorc
Marjeta (Metka) Zorc, slovenska zdravnica, znanstvenica in podjetnica.
Zorčeva je bila dolgoletna sodelavka in kasneje predstojnica Inštituta za histologijo in embriologijo Medicinske fakultete v Ljubljani
Leta 2006 je bila izbrana za Slovenko leta
Sodeluje z Univerzo v Ženevi, Univerzitetno kliniko v Clevelandu in s Favaloro Univerzo v Buenos Airesu in je ustanoviteljica Slovenskega centra za zdravljenje bolezni srca in ožilja MC MEDICOR v Izoli, pred in post operacijskega centra Medicor v Ljubljani ter Centra za preventivno kardiologijo in rehabilitacijo v portoroških hotelih LifeClass.